# دوري الدرجة الأولى الأرجنتيني 1895
دوري الدرجة الأولى الأرجنتيني 1895 (بالإسبانية: Campeonato de Primera División 1895)‏ هو الموسم 4 من دوري الدرجة الأولى الأرجنتيني. أشرف على تنظيمه اتحاد الأرجنتين لكرة القدم، وكان عدد الأندية المشاركة فيه 6، وفاز فيه Lomas Athletic Club ‏.